# Liste der Truppenteile der Fallschirmjägertruppe des Heeres der Bundeswehr

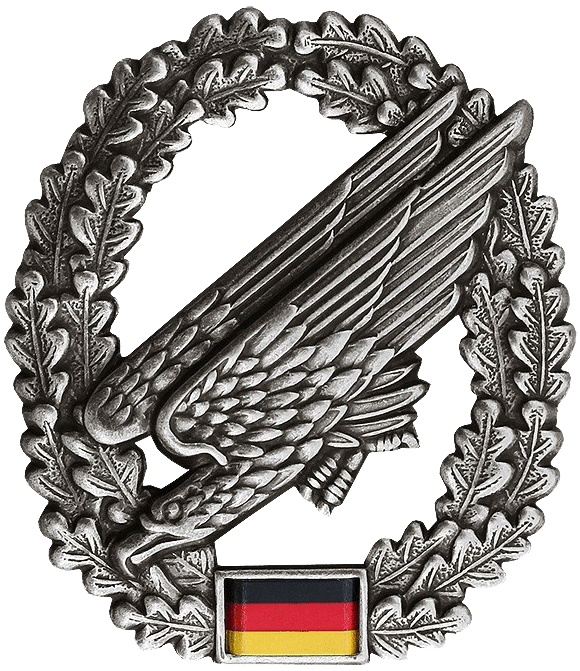
Das Barettabzeichen der Fallschirmjäger

Die Liste der Truppenteile der Fallschirmjägertruppe des Heeres der Bundeswehr enthält alle aufgelösten, aktiven und nicht aktiven (Geräteeinheiten, gekaderte Bataillone) Verbände und Großverbände der Fallschirmjägertruppe der Bundeswehr sowie eine kurze Übersicht über ihren Aufstellungszeitpunkt, Stationierungsorte, Unterstellung und über ihre Auflösung oder Umbenennung.
Für weitere Truppenteile der Luftlandetruppe, siehe Liste der Luftlandeverbände der Bundeswehr.

## Legende

Taktisches Zeichen der Fallschirmjägertruppe und Grundzeichen der Fallschirmjägerverbände

Die Legende gilt für alle folgenden Listen
| Legende                               |
| ------------------------------------- |
| Aufgelöster Verband                   |
| Teilaktiver oder nichtaktiver Verband |
| Aktiver Verband                       |

Siehe auch hier für das Abkürzungsverzeichnis.

## Divisionen
Die 1. Luftlandedivision war die einzige luftbewegliche Division der Bundeswehr und umfasste (als 9. Division des Heeres) truppendienstlich alle Fallschirmjägertruppen der Bundeswehr. „Nachfolgedivision“ war das Kommando Luftbewegliche Kräfte/4. Division, nachfolgend umbenannt in Division Spezielle Operationen. Diese wurde wiederum  am 1. Januar 2014 in Division Schnelle Kräfte umbenannt.
|  | Bezeichnung | Aufstellung                                  | Stabssitz                            | Verbleib                                             | Bemerkung |
|  | ----------- | -------------------------------------------- | ------------------------------------ | ---------------------------------------------------- | --------- |
|  | 1. LLDiv    | 1. Januar 1956 (aus Teile 106. LLBrig)       | Bruchsal                             | Aufgelöst 31. März 1994, Teile zum KLK/4. Div        |           |
|  | KLK/4. Div  | 1. Juli 1994 (aus 4. PzGrenDiv und 1. LLDiv) | Regensburg                           | Aufgelöst 20. März 2001, Teile zur DSO               |           |
|  | DSO         | 1. April 2001 (aus Teile KLK/4. Div)         | Stadtallendorf (bis 2010 Regensburg) | 1. Januar 2014 umbenannt in Division Schnelle Kräfte |           |
|  | DSK         | 1. Januar 2014                               | Stadtallendorf                       | aktiv                                                |           |

## Brigaden
In der Geschichte der Bundeswehr gab es vier Brigaden, deren Kern aus Fallschirmjägern gebildet wurde und der oben angeführten 1. Luftlandedivision, später für den Einsatz direkt den Korps, später dem Kommando Luftbewegliche Kräfte unterstanden und jetzt der Division Schnelle Kräfte unterstehen. Die Brigaden waren seit der Heeresstruktur II analog zum Schema aller Brigaden des Heeres nummeriert. Da die 1. Luftlandedivision die 9. Division des Heeres war, jede Division drei Brigaden umfasste und die Brigade stringent durchnummeriert waren (1. Division → Brigaden 1, 2 und 3; 2. Division → Brigaden 4, 5 und 6; usw.), trugen die ihr unterstellten Brigaden die Nummern 25, 26 und 27. Die Brigade 25 war die „erste“, die Brigade 26 die „zweite“ und die Brigade 27 die „dritte“ Brigade der Division. Zeitweilig war die Bezeichnung Fallschirmjägerbrigade, später wurden sie in Luftlandebrigaden umbenannt. Mit der Zusammenführung der 4. Division und der 1. Luftlandedivision zum Kommando Luftbewegliche Kräfte/4. Division wurde die stringente Nummerierung aufgebrochen. Die vormalige Panzergrenadierbrigade 31 wurde mit der Luftlandebrigade 27 aus Traditionsgründen zur Luftlandebrigade 31 zusammengeführt, ohne dass die Ziffer von der übergeordneten Division abgeleitet werden konnte.
|  | Bezeichnung1 | Aufstellung                              | (letzter) Stabssitz | Verbleib                                                                  | Bemerkung |
|  | ------------ | ---------------------------------------- | ------------------- | ------------------------------------------------------------------------- | --- |
|  | LLBrig 1     | 1. April 2015, Umbenennung der LLBrig 26 | Saarlouis           | aktiv                                                                     | |
|  | 106. LLBrig  | 1956                                     | Eßlingen am Neckar  | 1956, Teile zur Aufstellung 1. LLDiv                                      | erreichte vermutlich nie volle Sollstärke und Einsatzbereitschaft. Soldaten der Brigade trugen abgestuft nach Dienstgradgruppe Ärmelabzeichen ähnlich: (Weiterführendes hier). |
|  | LLBrig 25    | Mai 1957                                 | Calw                | September 1996 aufgelöst.                                                 | Beiname: Schwarzwald |
|  | LLBrig 26    | 1958                                     | Saarlouis           | 31. März 2015 aufgelöst, Umgliederung zur Luftlandebrigade 1              | Beiname: Saarland; Abzeichen zunächst: Wurde im Rahmen der Neuausrichtung zum HEER2011 aufgelöst und zur LLBrig 1 umgegliedert.                                                |
|  | LLBrig 27    | 1970                                     | Lippstadt           | März 1993 aufgelöst. Teile fusioniert mit PzGrenBrig 31 zu LLBrig 31      | |
|  | LLBrig 31    | März 1993 (PzGrenBrig 31 und LLBrig 27)  | Oldenburg           | 18. September 2014 aufgelöst. Umgliederung zum Fallschirmjägerregiment 31 | Beiname: Oldenburg; Abzeichen zunächst: Wurde im Rahmen der Neuausrichtung zum HEER2011 aufgelöst und zum FschJgRgt 31 umgegliedert.                                           |

1Die beiden Luftlandebrigade 25 und 26 wurden anfänglich (Heeresstruktur I; bis 1959) als Luftlande-Kampfgruppen A9 (→ LLBrig 25) und B9 (→ LLBrig 26) aufgestellt. Von 1959 bis 1971 lautete die Bezeichnung der Brigaden Fallschirmjägerbrigade.

## Regimenter

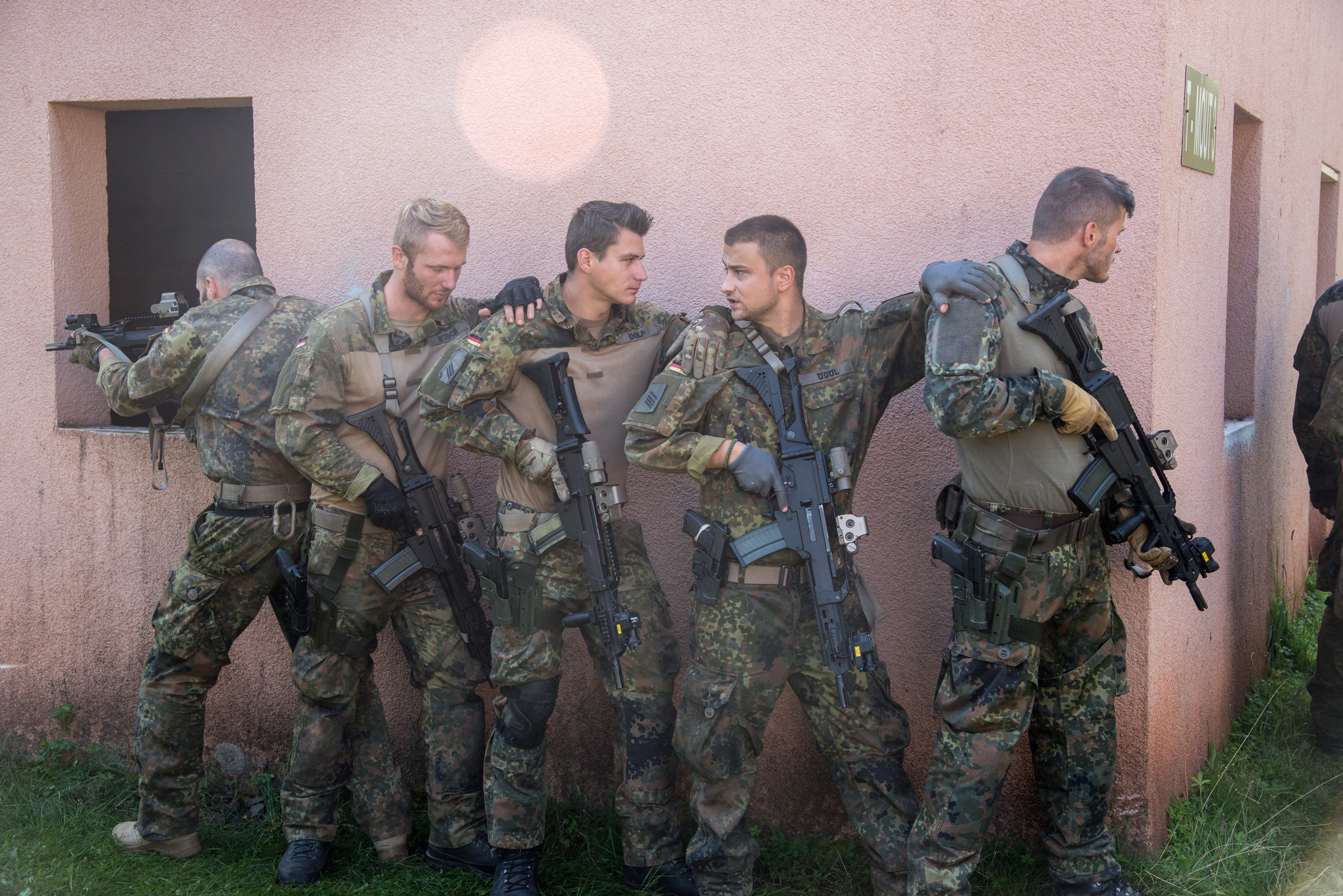
Soldaten des Fallschirmjägerregiment 26 während einer Übung in Baumholder 2017

Im Rahmen der Neuausrichtung der Bundeswehr werden die bisherigen Fallschirmjägerbataillone ab Oktober 2014 zu zwei Regimentern zusammengefasst.
|  | Bezeichnung1 | Aufstellung                            | (letzter) Stabssitz | Verbleib | Bemerkung |
|  | ------------ | -------------------------------------- | ------------------- | -------- | --------- |
|  | FschJgRgt 26 | 1. April 2015 aus Teilen der LLBrig 26 | Zweibrücken         | aktiv    |           |
|  | FschJgRgt 31 | Oktober 2014 aus Teilen der LLBrig 31  | Seedorf             | aktiv    |           |

## Bataillone

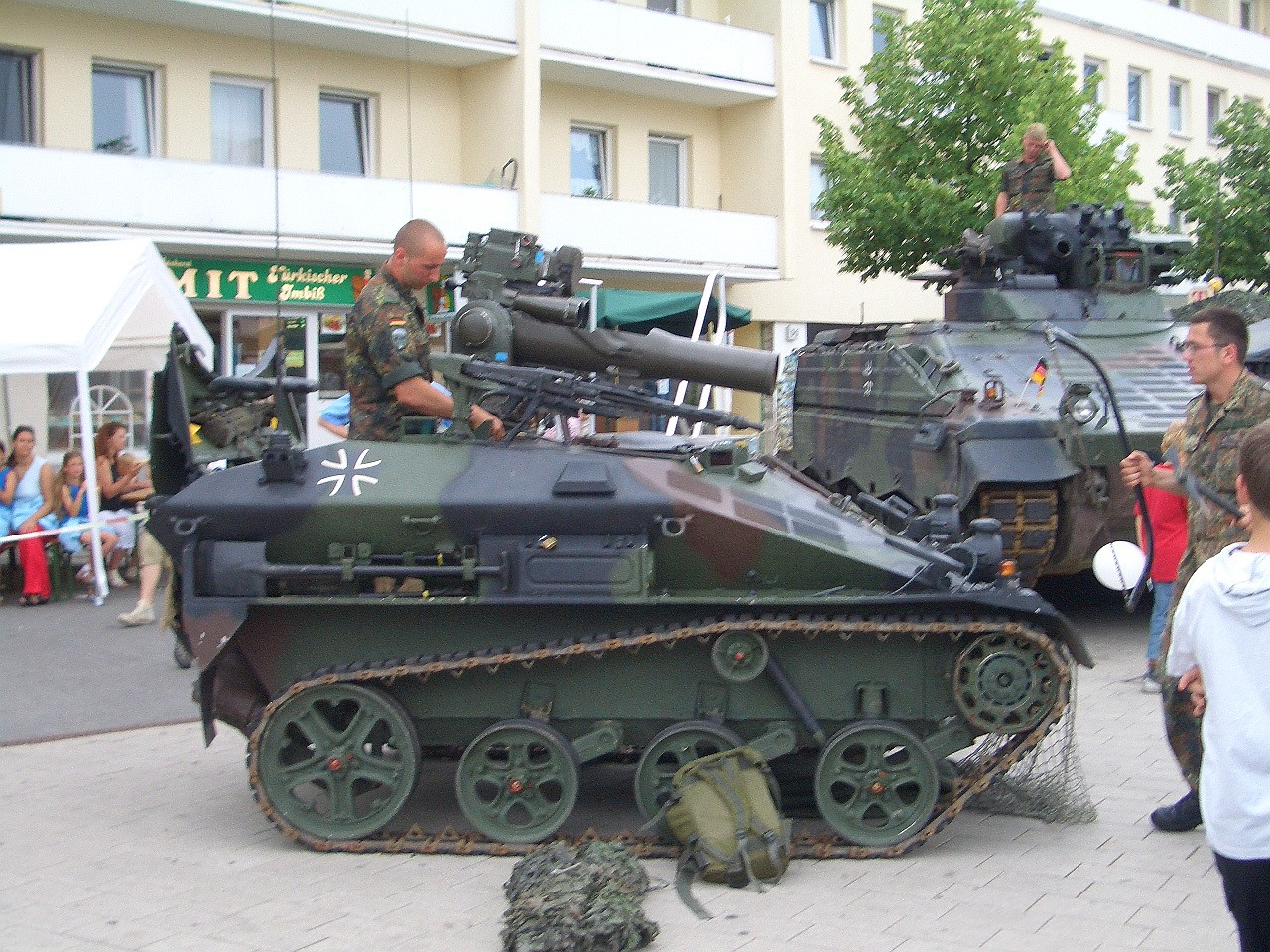
Der Wiesel dient als Waffenträger in der Fallschirmjägertruppe, hier für die TOW

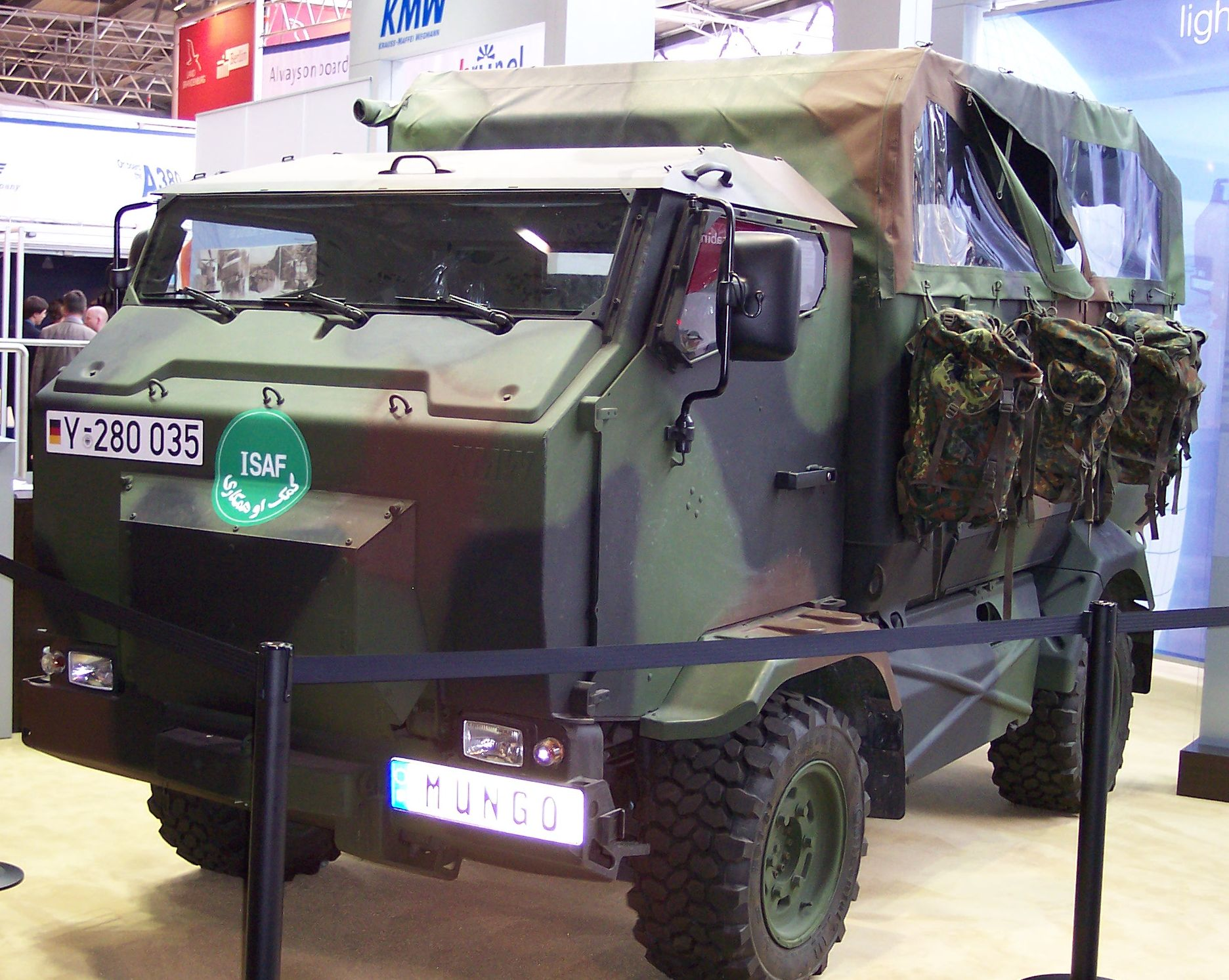
Das ESK Mungo soll in der Fallschirmjägertruppe das zukünftige Transportfahrzeug für eine Gruppe werden

### Fallschirmjägerbataillone und Luftlandejägerbataillone
Die Nummerierung der in der Heeresstruktur I zunächst aufgestellten Luftlande-Jägerbataillone folgte der Kampfgruppenbezeichnung. Erst mit der Gliederung der zwölf Heeresdivisionen folgte die Nummerierung der Divisionsnummer als 9. Division des Heeres, wobei das erste Bataillon ebenfalls die Nummer 9 erhielt, das zweite dann die Nummer 19 und das dritte die Nummer 29.
Ab 1959 in der Heeresstruktur II wurden die aufgestellten Bataillone renummeriert und folgten der ab dann der im Heer üblichen Nummerierungskonvention. Die ersten beiden Ziffern ihrer dreistelligen Nummer entsprach der Nummer der Brigade, der sie unterstellt waren. Das Fallschirmjägerbataillon 261 war also das „erste“ Bataillon der Luftlandebrigade 26, das Fallschirmjägerbataillon 274 das „vierte“ der Luftlandebrigade 27. Da die Fallschirmjägerbataillone 313 und 291 zunächst keiner Luftlande- bzw. Fallschirmjägerbrigade unterstanden, sondern als Divisionsreserven jeweils einer Panzergrenadierbrigade, führten diese andere Bataillonsnummern. Erst mit der Aufstellung der 3. Luftlandebrigade als Luftlandebrigade 27 wurden diese Bataillone zusammengefasst, der neugebildeten Brigade unterstellt und renummeriert.
Mit der Aufstellung der Luftlandebrigade 31, deren Bataillone aus der Zusammenlegung der Bataillone der Panzergrenadierbrigade 31 und der Luftlandebrigade 27 aufgestellt wurden, erhielten die entsprechenden Verbände die Anfangsziffer 31. Ausnahme davon ist das Fallschirmjägerbataillon 373, das zunächst im Rahmen der Transformation der NVA der Jägerbrigade 37 unterstellt war und mit Auflösung des Fallschirmjägerbataillon 314 zur Luftlandebrigade 31 wechselte. Insgesamt gilt die stringente Nummerierung damit als aufgebrochen.
|  | Bezeichnung   | Aufstellung (aus)                          | (letzter) Stabssitz                                | Verbleib                                                                                           | Bemerkung |
|  | ------------- | ------------------------------------------ | -------------------------------------------------- | -------------------------------------------------------------------------------------------------- | --- |
|  | LLJgBtl 9     | 1956 (aus LLJgBtl 106)                     | Sigmaringen                                        | März 1959 umbenannt in FschJgBtl 261                                                               | erreichte nie volle Sollstärke                                                                                           |
|  | LLJgBtl 19    | 1956                                       | Kempten                                            | 1959 umbenannt in FschJgBtl 262                                                                    | |
|  | LLJgBtl 29    | 1957                                       | Altenstadt                                         | 1959 umbenannt in FschJgBtl 251                                                                    | |
|  | LLJgBtl 39    | 1956?                                      | Clausthal-Zellerfeld                               | 1956 umbenannt in LLJgBtl 252                                                                      | aufgestellt aus BGS-Hundertschaften                                                                                      |
|  | LLJgBtl 106   | Juli 1956                                  | Ellwangen                                          | 1956 umbenannt in LLJgBtl 9                                                                        | erreichte nie die volle Sollstärke                                                                                       |
|  | LLJgBtl 116   | Juli 1956                                  | Kempten                                            | ?1956 umbenannt in LLJgBtl 19                                                                      | |
|  | FschJgBtl 251 | 1959 (aus LLJgBtl 29)                      | Calw                                               | 1996 aufgelöst                                                                                     | |
|  | FschJgBtl 252 | 1. Juli 1960 in Clausthal-Zellerfeld       | Nagold                                             | 1996 aufgelöst                                                                                     | zunächst unterstellt PzGrenBrig 1, Sept. 1961 nach Nagold Eisberg-Kaserne verlegt, 30. Sept. 1961 unterstellt 1. LL.     |
|  | FschJgBtl 253 | April 1982                                 | Nagold                                             | Geräteeinheit 1973–1982 nicht aktiv 1982–1993 aktiv Feb. 1992 aufgelöst, Teile an FschPzAbwBtl 283 | |
|  | FschJgBtl 254 | 1982                                       | Calw                                               | 1993 aufgelöst                                                                                     | aus FschJgBtl 253, nicht aktiv, Geräteeinheit                                                                            |
|  | FschJgBtl 261 | März 1959 (aus LLJgBtl 9)                  | Lebach                                             | 31. März 2015 aufgelöst                                                                            | um 1961 Divisionstruppe 1. LLDiv                                                                                         |
|  | FschJgBtl 262 | 1959 (aus LLJgBtl 19)                      | Merzig                                             | 1994 Umgliederung in FschPzAbwBtl 262                                                              | zunächst Standorte Bergzabern und Oberbexbach                                                                            |
|  | FschJgBtl 263 | April 1982                                 | Zweibrücken                                        | 1973–1982 nicht aktiv, Geräteeinheit 1982–31. März 2015                                            | |
|  | FschJgBtl 264 | 1982?                                      | ?                                                  | 1991? aufgelöst                                                                                    | vormals 263, nicht aktiv, Geräteeinheit                                                                                  |
|  | FschJgBtl 291 | Juli 1960 (aus Teilen FschJgBtl 251)       | bis 1971 Stetten / Lager Heuberg ab 1971: Iserlohn | 1971 Umbenennung in FschJgBtl 271                                                                  | um 1961 Divisionstruppe 1. LLDiv, ab 1963 Teil der PzGrenBrig 29, ab 1971 Teil der LLBrig 27, umbenannt in FschJgBtl 271 |
|  | FschJgBtl 271 | 1971 (aus FschJgBtl 291)                   | Iserlohn                                           | 1993 Fusion mit PzGrenBtl 313 zum FschJgBtl 313                                                    | |
|  | FschJgBtl 313 | 1961 (aus PzGrenBtl 313)                   | Wildeshausen                                       | 1971 nachm FschJgBtl 272 HST III                                                                   | in HST II FschJgBtl ust PzGrenBrig 31                                                                                    |
|  | FschJgBtl 272 | 1971                                       | Wildeshausen                                       | 1993? Umgliederung in FschPzAbwBtl 272                                                             | |
|  | FschJgBtl 273 | 1973                                       | Iserlohn                                           | 1993 fusioniert mit PzBtl 314 zum FschJgBtl 314                                                    | 1973–1982 nicht aktiv, Geräteeinheit 1982–1993 aktiv                                                                     |
|  | FschJgBtl 274 | 1982                                       | Iserlohn                                           | 1991 aufgelöst                                                                                     | nicht aktiv, Geräteeinheit                                                                                               |
|  | FschJgBtl 313 | 1993 (aus FschJgBtl 271 und PzGrenBtl 313) | vorm. Varel / Seedorf                              | September 2014 aufgelöst. Teile an Fallschirmjägerregiment 31                                      | |
|  | FschJgBtl 314 | 1993 (aus FschJgBtl 273 und PzBtl 314)     | Oldenburg                                          | 2002 aufgelöst                                                                                     | |
|  | FschJgBtl 373 | April 1996 (aus PzBtl 373)                 | bis 2006: Doberlug-Kirchhain ab 2006: Seedorf      | September 2014 aufgelöst. Teile an Fallschirmjägerregiment 31                                      | ursprünglich JgBrig 37, ab 2002 LLBrig 31, Wappen zunächst:                                                              |

1Bei nicht aktiven Einheiten: Standort des Kaders und/oder Mobilmachungsstützpunkt und/oder Depotstandort

### Fallschirmpanzerabwehrbataillone

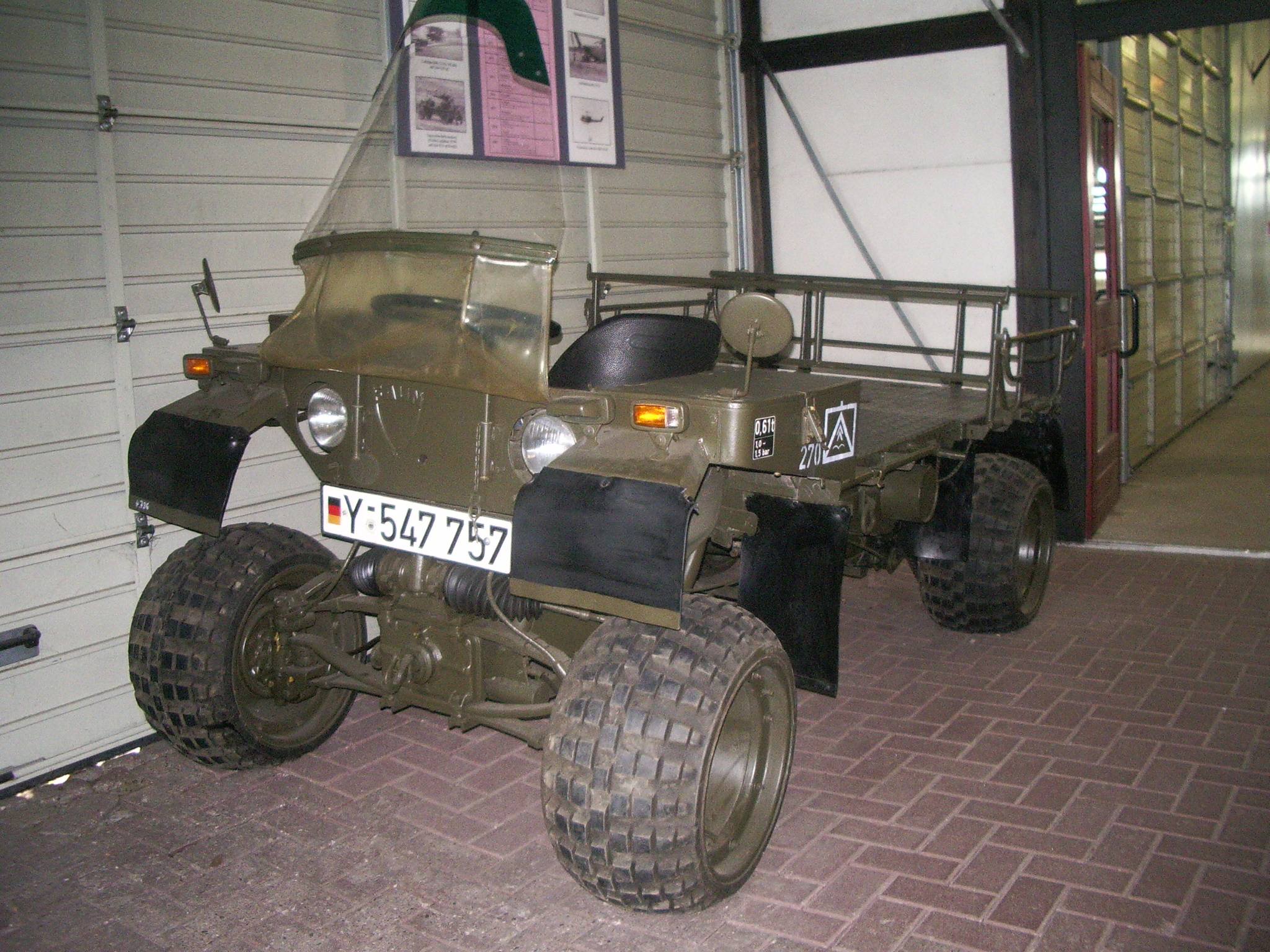
Kraka der Luftlandepanzerabwehrkompanie 270

Vor dem etwa 1992 eingeführten Wiesel 1 diente der Kraka als Waffenträger für die Panzerabwehrlenkwaffe TOW für Tube Launched Optically Tracked Wire Guided Missile und die 20 mm Feldkanone Rh 202. Trägerfahrzeug für die Mörser war nach dem Kraka der Wolf. Durch die verzögerte Ausstattung wurden dazu selbständige Kompanien auf Brigadeebene aufgestellt (siehe unten). Mit dem weiteren Zulauf des PARS TOW wurden die 5./schweren Kompanien in jedem der drei aktiven Fallschirmjägerbataillone jeder Brigade gebildet. In der folgenden Heeresstruktur wurden die schweren Kompanien in je einem Fallschirmpanzerabwehrbataillon pro Brigade zusammengefasst. Diese Bataillone gehörten, wenn auch in Bewaffnung und Auftrag ähnlich der Panzerjägertruppe, die ebenfalls über die Panzerabwehrlenkwaffe TOW verfügte, zur Fallschirmjägertruppe. Nach Außerdienststellung dieser Bataillone übernahmen wieder die 5. „schwere Kompanien“ der „regulären“ Fallschirmjägerbataillone die Aufgabe der Panzerabwehr. Die Nummerierung der Fallschirmpanzerabwehrbataillone erfolgte bereits keinem stringenten Muster mehr, sondern übernahmen die Nummer des Vorgängerverbandes, meist ein Fallschirmjägerbataillon, und führten dies aus Traditionsgründen fort.
|  | Bezeichnung      | Aufstellung (aus)                     | (letzter) Stabssitz1 | Verbleib                                | Bemerkung |
|  | ---------------- | ------------------------------------- | -------------------- | --------------------------------------- | --- |
|  | FschPzAbwBtl 262 | 1994 (FschJgBtl 262)                  | Merzig               | Okt. 2002 Umgliederung zu LLUstgBtl 262 | bereits 2001 Herauslösung der Fallschirmpanzerabwehrkompanien. unterstellt LLBrig 26 Anmerkung zum Wappen: Umschrift eigentlich Fallschirmpanzerabwehrbataillon 262 |
|  | FschPzAbwBtl 272 | 1993? (aus FschJgBtl 272)             | Wildeshausen         | Apr. 2002 Umgliederung zu LLUstgBtl 272 | unterstellt zunächst LLBrig 27, ab 1993 LLBrig 31 |
|  | FschPzAbwBtl 283 | Okt. 1990 (FSchJgBtl 253 & PzBtl 283) | Münsingen            | 30. Sep. 1996 aufgelöst                 | 10. Februar 1992 Indienststellung. Herzog-Albrecht-Kaserne. Unterstellt LLBrig 25                                                                                   |

Daneben verfügten die Fallschirmjägerkompanien der Fallschirmjägerbataillone zusätzlich über je einen IV. Fallschirmpanzerabwehrzug mit Panzerabwehrlenkraketen MILAN mit Transportfahrzeug 1 to Wolf. Zur unmittelbaren Panzerabwehr aller Truppen können die Fallschirmjägergruppen jeweils Panzervernichtungstrupps bilden, die mit der Panzerfaust ausgerüstet sind.

## Kompanien
Selbständige Kompanien, meist Brigadeeinheiten der Fallschirmjägertruppen waren:
- Die Stabskompanie der 1. LL-Division und die Brigade-Stabskompanien: Je nach Definition der Truppengattung werden diese im weiteren Sinne zur Fallschirmjägertruppe gezählt, auch wenn dort Soldaten verschiedener Truppengattungen dienen.
- Luftlandemörserkompanien: Zur Fallschirmjägertruppe zählten die 1971 aus ihren Fallschirmjägerbataillonen herausgelösten Luftlandemörserzüge, die in den Luftlandemörserkompanien (LLMrsKp) 250, 260, 270 zusammengefasst wurden. Die Bezeichnung orientierte sich am üblichen Schema der Benennung von Brigadeeinheiten: die beiden ersten Ziffern entsprachen der Nummer der Brigade; die letzte Ziffer war wie bei fast allen Brigadeeinheiten eine Null. Diese umgangssprachlich als „kleine Artillerie“ oder auch „Zigeunerartillerie“ bezeichnete Komponente der Fallschirmjägertruppe vereinte ob des Nichtvorhandenseins von Rohrartillerie auf Ebene der Luftlandebrigaden alle Fähigkeiten zum Steilfeuer. Auf Divisionsebene war für die Luftlandedivision nur die Luftlandeartilleriebatterie 9 und zur Führung von im Bedarfsfall zu unterstellenden Feldartilleriebataillonen das Luftlandeartillerieregiment 9 ausgeplant (vgl. unten). 2001 wurden die verbleibenden Luftlandemörserkompanien mit jeweils einem Zug in die 5. Kompanien der Fallschirmjägerbataillone rückgegliedert. Als Waffenträger diente der Kraka, nachfolgend der Wolf.
- Fallschirmpanzerabwehrkompanien, Luftlandepanzerabwehrkompanien: In der Heeresstruktur 4 unterstanden den Luftlandebrigaden je eine der Luftlandepanzerabwehrkompanien 250, 260 oder 270 mit Panzerabwehrlenkwaffensystemen TOW auf dem Waffenträgerfahrzeug Kraka. Ebenso wie die Fallschirmpanzerabwehrbataillone (siehe oben) zählten die Kompanien trotz ihrer Verwandtschaft mit der Panzerjägertruppe zur Fallschirmjägertruppe.
Vorgänger waren die in den frühen 60ern ausgeplanten Fallschirmpanzerabwehrkompanien. Diese Truppenteile waren als Brigadeeinheiten analog zu den Luftlandemörserkompanien nummeriert und mit der drahtgelenkte MCLOS-Panzerabwehrlenkwaffe SS-11 und dem Rückstoßfreiem Geschütz M40 ausgerüstet. „Vorgänger“ war das noch zur Panzerjägertruppe zählende Luftlandepanzerjägerbataillon 9 mit M41 Walker Bulldog, siehe dazu hier.
- Lehr- und Versuchskompanie 909: Als Lehr- und Versuchskompanie mit besonderem Auftrag war der Luftlande- und Lufttransportschule diese unterstellt.
- Kommandokompanien: In der „modifizierten“ Heeresstruktur 4 (vorgezogenene Organisationsmaßnahme der Heeresstruktur 5) unterstanden den Luftlandebrigaden bis 1996 je eine der drei Fallschirmjägerkompanien B1 (Kommando). Diese drei Kompanien stellten eine Besonderheit dar, da sie aus den vorherigen Luftlandepanzerabwehrkompanien als 5. Kompanie des jeweiligen Fallschirmjägerbataillons aufgestellt, aber zunächst den drei Korps als Korpstruppen bereitgestellt und später als Brigadeeinheit von der jeweiligen Luftlandebrigade geführt wurden. Nach Auflösung der Kommandokompanien 1996 wurde mit deren Personal das Kommando Spezialkräfte aufgestellt und die Kommandokompanien rückgegliedert in schwere Fallschirmjägerkompanien bzw. mit ihrer Luftlandebrigade aufgelöst.

|                                       | Bezeichnung                                              | Aufstellung (aus)               | Stabssitz                         | Verbleib | Bemerkung |
| ------------------------------------- | -------------------------------------------------------- | ------------------------------- | --------------------------------- | --- | --- |
|                                       | 5./FschJgBtl 252 – Fallschirmjägerkompanie B1 (Kommando) | 1990                            | Calw                              | 1996 aufgelöst, Personal überwiegend zum Kommando Spezialkräfte                                                                       | Standort Nagold, unterstellt Luftlandebrigade 25 |
|                                       | 5./FschJgBtl 261 – Fallschirmjägerkompanie B1 (Kommando) | 1990                            | Saarlouis                         | 1996 aufgelöst, Personal überwiegend zum Kommando Spezialkräfte, Rückgliederung in 5./FschJgBtl 261 – schwere Fallschirmjägerkompanie | Standort Lebach, unterstellt Luftlandebrigade 26 |
|                                       | 5./FschJgBtl 271 – Fallschirmjägerkompanie B1 (Kommando) | 1990                            | Lippstadt                         | 31. März 1993 aufgelöst, Personal zur 5./FschJgBtl 313                                                                                | Standort Iserlohn, unterstellt Luftlandebrigade 27 |
|                                       | 5./FschJgBtl 313 – Fallschirmjägerkompanie B1 (Kommando) | 1993                            | Oldenburg                         | 1996 aufgelöst, Personal überwiegend zum Kommando Spezialkräfte, Rückgliederung in 5./FschJgBtl 313                                   | Standort Varel, unterstellt Luftlandebrigade 31 |
|                                       | StKp 1. LLDiv                                            | 1. Jan. 1956?                   | Bruchsal                          | Mär. 1994 aufgelöst | |
|                                       | StFmKp LLBrig 1                                          | 1. April 2015                   | Saarlouis                         | aktiv | |
|                                       | StKp LLBrig 25                                           | 1957?                           | Calw?                             | 1996 aufgelöst? | |
|                                       | StKp LLBrig 26                                           | 1958?                           | Sigmaringen?, ab 1972 Saarlouis?  | 31. März 2015 aufgelöst | Wurde im Rahmen der Neuausrichtung zum HEER2011 aufgelöst. Alternatives Abzeichen: |
|                                       | StKp LLBrig 27                                           | 1970?                           | Lippstadt                         | 1993 umgegliedert in StKp LLBrig 31                                                                                                   | |
|                                       | StKp LLBrig 31                                           | 1993                            | Oldenburg                         | 18. September 2014 aufgelöst. Teile an Fallschirmjägerregiment 31                                                                     | |
|                                       | LLMrsKp 250                                              | 1971 (aus 5. FschJgBtl 252)     | Calw, vor 1982 Nagold             | 2001 zugweise Rückgliederung in 5./FschJgBtl                                                                                          | unterstellt Luftlandebrigade 25 |
|                                       | LLMrsKp 260                                              | 1. Okt. 1971                    | Saarlouis, vor 1996 Lebach        | 1. Okt. 2001 zugweise Rückgliederung in 5./FschJgBtl                                                                                  | unterstellt Luftlandebrigade 26 |
|                                       | LLMrsKp 270                                              | 1971                            | Wildeshausen, zunächst: Iserlohn? | 2001 zugweise Rückgliederung in 5./FschJgBtl                                                                                          | unterstellt Luftlandebrigade 27 und später Luftlandebrigade 31? |
| führt kein internes Verbandsabzeichen | FschPzAbwKp 250                                          | 1959?                           | Nagold, bis 1962 Böblingen        | Okt. 1971 umbenannt in LLPzAbwKp 250                                                                                                  | unterstellt Luftlandebrigade 25 |
| führt kein internes Verbandsabzeichen | FschPzJgKp 260                                           | 1962                            | Bexbach, bis 1966 unbekannt       | Okt. 1971 umbenannt in LLPzAbwKp 260                                                                                                  | unterstellt Luftlandebrigade 26 |
| führt kein internes Verbandsabzeichen | FschPzAbwKp 909                                          | ?                               | Munster?                          | umbenannt in LLPzAbwKp 270 | unterstellt PzBrig 9 |
|                                       | LLPzAbwKp 250                                            | Okt. 1971 (aus FschPzAbwKp 250) | Nagold                            | Juni 1983 aufgelöst | unterstellt Luftlandebrigade 25 |
|                                       | LLPzAbwKp 260                                            | Okt. 1971 (aus FschPzJgKp 260)  | Bexbach, ab 1972 Saarlouis        | 1983 aufgelöst? | unterstellt Luftlandebrigade 26 |
|                                       | LLPzAbwKp 270                                            | Mai 1966                        | Munster, Hindenburg-Kaserne       | 1983 in Wildeshausen aufgelöst | aus FschPzAbwKp 909 ust Luftlandebrigade 27 und Panzerlehrbrigade 9 |
|                                       | L/VsuKp 909                                              | 1958?                           | Altenstadt                        | 2008 aufgelöst | Bezeichnung variiert, auch: LL-L/VsuKp (Luftlandelehr- und Versuchskompanie) oder FschJg L/VsuKp (Fallschirmjägerlehr- und Versuchskompanie). Unterstellt Luftlande- und Lufttransportschule |

## Truppenschule
Die Ausbildung der Fallschirmjäger erfolgt maßgeblich an der Luftlande- und Lufttransportschule. Diese wird zur Fallschirmjägertruppe gezählt, wenngleich die Luftlande- und Lufttransportschule Stammpersonal verschiedener anderer Truppengattungen und anderer Teilstreitkräfte aufweist. Die infanteristische Ausbildung erfolgt an der Infanterieschule, die aber der gesamten Infanterie als Truppenschule dient.
|  | Bezeichnung | Aufstellung (aus) | Stabssitz  | Verbleib | Bemerkung                                                              |
|  | ----------- | ----------------- | ---------- | -------- | ---------------------------------------------------------------------- |
|  | LL/LTS      | 1958              | Altenstadt | aktiv    | Hinweis: abgebildet ist das interne Verbandsabzeichen des Schulstabes. |

## Abkürzungen
Folgende Abkürzungen werden benutzt:
| - Btl → Bataillon - DSK → Division Schnelle Kräfte - DSO → Division Spezielle Operationen - Div → Division - FschJgBtl → Fallschirmjägerbataillon | - FschJgBrig → Fallschirmjägerbrigade - FschJgRgt → Fallschirmjägerregiment - LLBrig → Luftlandebrigade - LLDiv → Luftlandedivision - LLPzAbwKp → Luftlandepanzerabwehrkompanie | - KLK → Kommando Luftbewegliche Kräfte - PzGrenBrig → Panzergrenadierbrigade - FschPzJgKp → Fallschirmpanzerjägerkompanie - FschPzAbwKp → Fallschirmpanzerabwehrkompanie - StFmKp → Stabs- und Fernmeldekompanie |